# 勳業千秋
《勳業千秋》，又名《建國史之一頁》，是關於孫中山事蹟的紀錄片，由有「香港電影之父」之稱的黎民偉於1921年至1928年間拍攝，1941年11月12日於香港中央戲院首映。2011年，被香港康樂及文化事務署香港電影資料館選為「百部不可不看的香港電影」之一。

## 簡介
1921年7月，黎民偉於廣州東園新世界出征軍人慰勞會義賣場，為孫中山、宋慶齡拍照而認識孫中山。此後黎民偉與彭年、羅永祥組成團隊跟隨孫中山拍攝紀錄片。《勳業千秋》為黎民偉把跟隨孫中山多年，隨軍北伐所拍攝的紀錄片重新剪輯及配音而成。
日軍侵略香港期間，黎民偉曾試圖把《勳業千秋》底片由貨輪由香港送往湛江，但貨輪被日軍炸沉，令底片遺失。剩下3份拷貝，其中一份曾埋於地底，後由黎妻保存至1978年，發現已受潮，其中34分鐘的片段由電影沖印專家羅敬浩經搶救後修復。另一份拷貝被送往重慶國民黨中央宣傳部，其後送往台灣，1959年台中市中央電影公司片倉大火被毁。最後一份由黎民偉平妻林楚楚於1954年4月捐贈予北京中央電影局。
1985年，黎氏後人於北京中央新聞紀錄電影製片廠片倉尋回並複製34分鐘的拷貝，並先後於1995年及2002年把兩個版本捐贈予香港電影資料館。

## 主要内容
- 《國民革命軍陸海空軍大戰記》
- 《孫大元帥檢閱軍團會操》
- 《孫大元帥出巡廣東北江記》
- 《中國國民黨第一次全國代表大會》

## 技術資料
- 監製/剪輯：黎民偉[6]
- 攝影：黎民偉、羅永祥、梁林光
- 出品：民新（香港）
- 1941年 / 黑白 / 34分鐘（缺本） / D Beta /
- 國語旁白，中文插入字幕

## 資料來源
1. ↑  香港日佔時期開始於1941年12月25日至1945年9月16日放棄主權為止。
2. ↑   (PDF). 香港特別行政區康樂及文化事務署香港電影資料館.   [2021-05-10]. （原始内容 (pdf)存档于2012-09-19）.
3. ↑  . 香港特別行政區新聞公報. 2011-09-19. （原始内容存档于2021-04-24）.
4. ↑  黎民偉與孫中山 （页面存档备份，存于） 文匯報，2006年11月24日
5. 1 2  黎民伟：为孙中山拍纪录片的银坛苦斗人 北京青年报，2011年8月12日
6. ↑  勳業千秋 - 電影節目辦事處[永久]

## 外部連結
- 时光网上《勳業千秋》的資料（简体中文）
- 豆瓣电影上《勳業千秋》的資料 （简体中文）